# Pacé (Ille-et-Vilaine)
Pacé è un comune francese di 9 804 abitanti situato nel dipartimento dell'Ille-et-Vilaine nella regione della Bretagna.

## Storia

### Simboli
Lo stemma di Pacé si blasona:

## Società

### Evoluzione demografica
Abitanti censiti